# Izabela Sadoveanu-Evan
Izabela Sadoveanu-Evan (pronunție în română [izaˈbela sadoˈve̯anu ˈevan], prenumele său a fost scris și Isabella sau Izabella, iar numele de familie a fost și Sadoveanu-Andrei; născută Izabela Morțun, pseudonime I.Z.S.D. și Iz. Sd.; n. 24 februarie 1870 – d. 6 august 1941) a fost o critică literară română, jurnalistă de opinie, poetă și militantă feministă. Ea și-a petrecut tinerețea ei ca susținătoare a socialismului și s-a raliat politicii de stânga pentru restul vieții ei, în primul rând ca reprezentantă a cercurilor poporaniste și prietenă personală al criticului cultural Garabet Ibrăileanu. Sub îndrumarea lui Ibrăileanu, Sadoveanu a scris pentru revista Viața Românească, unde a încercat să împace naționalismul și tradiționalismul etnic cu estetismul. În calitate de critic literar, ea a promovat recunoașterea simbolismului ca un fenomen cultural independent și a comentat progresele moderne în literatura engleză.
Sadoveanu a reprezentat mișcarea feministă românească la congresele Alianței Internaționale a Femeilor, dar a adoptat o abordare graduală a dreptului la vot al femeilor și, în perioada interbelică, a devenit interesată de crearea de legături între feminism și eugenism. Prin activitățile ei ca profesoară și activistă, ea a susținut reforma educației și s-a calificat pentru a propaga metoda de educație Montessori. La sfârșitul vieții, ea a adăugat anti-fascismul feminist pe lista ei de valori politice și sociale.
Verișoara politicianului socialist Vasile Morțun, Izabela a fost cumnata romancierului și personajului politic Mihail Sadoveanu. Ea a mai fost înrudită cu diverse familii de importanță în istoria politică a României.

## Biografie

### Copilărie și tinerețe
Izabela Morțun provine din regiunea istorică a Moldovei: locul ei de naștere este considerat drept Săucești, județul Bacău, dar este posibil să se fi născut în regiunea Herța. Părinții ei au fost Gheorghe Grigore și Eleonora Morțun, unchiul și mătușa socialistului Vasile Morțun. În virtutea nașterii, Izabela era înrudită cu mai multe familii de intelectuali și boieri moldoveni de frunte: propria ei familie, Morțun, a fost aliată prin căsătorie cu familiile Racoviță, Movilă și chiar cu vechea dinastie Bogdan-Mușat. De asemenea, printre rudele ei s-au numărat și familia Arbore, ai cărei membri includ socialiștii Zamfir și Ecaterina Arbore.
Izabela a fost adoptată, la scurt timp după naștere, de familia Andrei și se spune că ar fi fost un copil nefericit și nedorit. A avut o soră vitregă, Adela, pe care a descris-o mai târziu drept una dintre frumusețile Moldovei.
Viitoarea autoare a urmat școala primară în orașul Bacău, înainte de a fi trimisă la o școală de fete cu regim de internat din Iași. În timp ce era înscrisă la acest institut de limbă franceză, cunoscut și sub numele de Școala Dodun des Perrières, Izabela Andrei a cunoscut-o și s-a împrietenit cu Constanța Marino-Moscu, care a devenit și ea, la rândul său, scriitoare. În acei ani, Izabela a fost pentru prima dată atrasă în militantismul socialist, participând la cercul cultural de stânga al lui Ioan și Sofia Nădejde și citind pe larg pe diverse subiecte. Ea avea să devină o prietenă apropiată și o colaboratoare a Sofiei, pe care o descrie drept „frumoasă [...], simplă ca un copil, plină de bun simț parcă o țărancă sănătoasă la trup și la spirit, pasională și excesivă, ca oricare. un adevărat caracter feminin, în toate manifestările ei.” Cunoscându-se cu poetul-romancier Nicolae Beldiceanu, ea a frecventat și propria societate literară a lui Beldiceanu, întâlnindu-se cu celebrul povestitor Ion Creangă.Debutul ei a urmat în 1890, când opera ei lirică a fost tipărită în revista Școala Nouă. Ea se afla pe atunci în orașul Bacău, profesoară suplinitoare la școala de zi pentru fete.
În scurt timp, Izabela Morțun și-a făcut drum spre București, capitala României. Încă socialistă activă, a fost prezentă la cel de-al II-lea Congres al Partidului Muncitoresc Social Democrat Român și a cunoscut, prin relațiile ei socialiste, câteva figuri importante ale scenei literare românești de la sfârșitul secolului al XIX-lea: Ion Luca Caragiale, Barbu Ștefănescu Delavrancea, Alexandru Vlahuță. O altă figură de acest gen a fost veteranul socialist Constantin Dobrogeanu-Gherea, despre care mai târziu a scris: „Nu am mai întâlnit niciodată un om care să poată răspândi atâta seninătate și împăcare în jurul lui”.
Tânăra a urmat cursurile Facultății de Filosofie a Universității din București, unde a fost colegă cu mai mulți scriitori bărbați, printre care Ioan Alexandru Brătescu-Voinești și O. Carp (Gheorghe Proca). În 1892, Carp s-a căsătorit cu sora vitregă a Izabelei Morțun, Adela Andrei.

### Debutul în Poporanism
Sadoveanu a acumulat pregătirea necesară pentru a deveni profesoară, iar mai târziu a ocupat un post de profesor la Brăila. În 1898, s-a căsătorit cu ofițerul Alexandru Sadoveanu (născut în 1866), un frate mai mare al scriitorului debutant Mihail Sadoveanu. Aceasta l-a urmat la Focșani, unde a predat la Școala de Fete cu regim de internat, iar în cele din urmă la București, unde a lucrat ca învățătoare la Școala Centrală de Fete.
De-a lungul următorului deceniu, asemenea cumnatului ei Mihail Sadoveanu, s-a afiliat la nou-înființata Viața Românească, ce devenise purtătorul de cuvânt al unei ideologii naționaliste de stânga de origine română, poporanismul. Ea a devenit o discipolă a teoreticianului poporanist și redactor-șef Garabet Ibrăileanu, în special în ceea ce privește abordarea raționalistă a lui Ibrăileanu asupra fenomenelor literare. Ea l-a descris mai târziu ca fiind „un tânăr frumos, faimos ca fiind foarte bine citit și cultivat, dar terifiant de timid”.
Având ca reper anul 1906, Sadoveanu deja contribuia și la Revista Idealistă, revista neoclasicistă a lui Mihail G. Holban, unde discuta despre „Romantismul în literatură” și la cunoscuta revistă Noua Revistă Română. În aceeași perioadă este implicată într-un scandal minor axat pe cumnatul ei și mediul poporanist. În acel an, vechea sa prietenă Constanța Marino-Moscu l-a informat pe Ibrăileanu că Mariana Vidrașcu, un roman serie publicat în Viața Românească de Mihail Sadoveanu, a fost plagiat din propriul manuscris, pe care mai devreme îl încredințase Izabelei și pe care Izabela l-a transmis rudei sale. În timp ce soții Sadoveanu au refuzat să își facă publice propria versiune a evenimentelor, Ibrăileanu a apreciat dovezile ca fiind favorabile lui Marino-Moscu și a îngropat scandalul întrerupând seria. Fragmente din romanul lui Sadoveanu au fost republicate de revista Manuscriptum abia în 1970, iar plagiatul în sine a fost dovedit în 1988.
În primul deceniu al secolului XX, Izabela Sadoveanu a devenit una dintre socialiștii care s-au apropiat de Partidul Național Liberal (PNL). Debutul ei drept critic literar a avut loc cu puțin înainte de anul 1908, când a fost pentru scurt timp editorialist literar la ziarul PNL Voința Națională.

### Impresii literareși studii asupra Simbolismului
În 1908, Editura Minerva a publicat un volum de eseuri critice ale Izabelei Sadoveanu, Impresii literare.Cartea a atras atenția criticilor și a fost revizuită în presa națională. În Luceafărul, un tribut al românilor din Austro-Ungaria, colegul scriitor Ion Duma a pus în contrast Impresii literare cu o altă operă de critică „impresionistă”, cea a jurnalistului tradiționalist Ilarie Chendi: în timp ce textul lui Sadoveanu cerea didacticism și moralitate în literatură, Chendi, disident al Sămănătorul, scria în favoarea artei de din dragostea față de aceasta. După cum a remarcat Duma, declarațiile lui Sadoveanu îi aclamau pe scriitori pentru misiunea lor morală, chiar defavoarea artei, lăudând în egală măsură pe Sofia Nădejde și pe romancierul Constantin Sandu-Aldea pentru simțul lor de „milă [...] pentru cei mai puțin norocoși”.Același recenzent a mai susținut că lui Sadoveanu, „un personaj feminin”, îi lipsea înțelegerea tradiționaliștilor extrovertiți și „combativi” precum Constantin Sandu-Aldea și Octavian Goga, poet al revistei Luceafărul. Un alt cronicar al Luceafărului, academicianul Gheorghe Bogdan-Duică, a afirmat dimpotrivă că Sadoveanu era „mai degrabă războinicul”, dar a descris Impresii literare ca fiind o lucrare inconsecventă: „Da și nu; nici aici, nici acolo; asta, aia și cealaltă. Și totuși, poartă o notă care ar trebui semnalată.” Din punctul său de vedere tradiționalist, Bogdan-Duică a susținut că Sadoveanu a greșit ajungând dincolo de „impresii” pentru a se considera critic profesionist și pentru a susține „primatul simțurilor” în artă. : „Doamna Sadoveanu-Evan are o filozofie, deși este femeie.” Rezumând ecourile contribuțiilor lui Sadoveanu din 2002, editorul și istoricul literar Cornelia Ștefănescu a susținut: „[ea] a stârnit polemici amare și negare mai mult decât aprecieri, chiar dacă N. Iorga și G. Ibrăileanu, obiectiv sau nu, aveau o privire privilegiată asupra ei”.
Sadoveanu a alternat idealul estetic cu meditații asupra specificului național în artă. Potrivit istoricului literar George Călinescu, volumul i-a cimentat trecerea de la socialism la poporanism, ilustrată de citate precum: „Suntem români, iar operele noastre de artă și produsele minții trebuie să poarte pecetea originalității națiunii noastre”. Tradiționalistă, a remarcat Duma cu satisfacție, evidențiind faptul că Sadoveanu s-a despărțit de socialism pentru a recupera „crezul naționalismului artistic”: „Peste tot dorește să scoată în evidență spiritul românesc, firea românească: cerul românesc, pământul, râurile, pădurile, păsările și insecte, o lumină românească.”Bogdan-Duică a concluzionat că senzualismul nu a interferat cu agenda didactică a cărții, întrucât Sadoveanu a contribuit în continuare la popularizarea scriitorilor inspirați din „viața națională”, de la Mihail Sadoveanu, Carp și Ioan Alexandru Brătescu-Voinești până la Ștefan Octavian Iosif și Elena Farago.
Tot în 1908, prin articolele sale din Viața Românească, Sadoveanu și-a îndreptat atenția asupra impactului simbolismului și a mișcării simboliste românești anti-tradiționaliste. Așa cum susținea ea însăși zeci de ani mai târziu: „Eu am fost singura care a exprimat părerea că [...] avem de-a face cu o mișcare inovatoare, la fel cum am fost prima din istorie care a schițat Simbolismul în articole pentru Viața Românească” . Potrivit diverșilor critici ai operelor sale, citați de istoricul literar Paul Cernat, ea a fost într-adevăr prima româncă care s-a interesat de mișcare și, prin urmare, a deschis un canal de comunicare între poporaniști și simboliștii români. Această evaluare este parțial contrazisă de cercetătorul Angelo Mitchievici, care revizuiește mai devreme astfel de eseuri scrise de Alexandru Bibescu și Elena Bacaloglu.
Considerată de Călinescu că ar fi fost „o femeie foarte educată”, Sadoveanu a susținut în mod repetat ideea că criticii profesioniști trebuie să fie culți la un nivel excepțional. Ea a reacționat împotriva izolaționismului cultural, descriind în detaliu meritele traducerii reciproce în extinderea culturii scrise. Cornelia Ștefănescu își găsește eseurile caracterizate prin subtilitate și simțul detaliilor, de exemplu, descriindu-l pe criticul romantic Charles Augustin Sainte-Beuve, a cărui proverbială urâțenie, susținea Sadoveanu, a modelat indirect literatura franceză a secolului al XIX-lea.

### Studiile la Geneva și introducerea în feminism
Sadoveanu-Evan a fost una dintre cele patru scriitoare invitate să participe la congresul scriitorilor din 1909 ținut la Colegiul Național “Gheorghe Lazăr”, care a înființat în mod practic Societatea Scriitorilor Români (SSR), asociație profesională al cărei președinte a fost Mihail Sadoveanu. De asemenea, a devenit remarcată ca traducătoare de lucrări în limbi străine, în special traducând în limba română lucrări scrise în italiană. În 1909, sub contract cu Minerva, a publicat un volum de nuvele de Grazia Deledda și Tigrul Regal al lui Giovanni Verga. 
Începând cu 1912, Sadoveanu-Evan și-a continuat studiile la Geneva, Elveția, unde a urmat Institutul Rousseau și a terminat printre primii absolvenți ai acestuia. S-a întors pentru a ocupa un birou de directoare la Institutul Pedagogic pentru Fete din Iași, iar mai târziu la Școala Elena Cuza din București. Susținătoare a programului de lectură ca bază a întregului învățământ și interesată de aplicațiile metodei Montessori, ea și-a creat ulterior propria ei Școala de Puericultură și Educatoare și a fost inspector de grădinițe. Sadoveanu a colaborat și cu Iorga la școala de vară din orașul Vălenii de Munte.
Deși, după Impresii literare, eseurile sale critice nu au mai fost adunate sub formă de carte, Sadoveanu-Evan a publicat mai multe tracturi noi ca expertă în educație, printre care Educația estetică și artistică din ultimele două decenii în 1911., urmată de Material didactic Montessori, Educația nouă. Îndrumări pentru părinți și educatori etc. Totodată, a scris pentru jurnalul Revista scriitoarei fondat de Adela Xenopol în anul 1926, și a ocupat poziția de vicepreședinte a Societății Scriitoarelor, fondata la 19 februarie 1925.
După cum a menționat în 1939, Sadoveanu și-a început activismul feminist aderând la Asociația Sprijinul din București. Grupul, a remarcat Sadoveanu, s-a dedicat mai mult „încurajării și ajutorării femeilor care își câștigă existența prin propria muncă, decât organizării lor în vederea vieții politice și a cererilor de drept al femeilor”. De fapt, Sprijinul a adus laolaltă femei din sfera politică (inclusiv președinta acesteia, Smaranda „Ema” Beldiman) și bărbați susținători ai mișcării feministe (avocatul socialist Toma Dragu). Alături de Mărgărita Miller Verghy, Bucura Dumbravă și alte scriitoare, Sadoveanu a fost și membră fondatoare a Asociației Româncele Cercetașe, o ramură timpurie a mișcării de cercetași din România, precedând Asociația Ghidelor și Ghizilor din România.

### AECPFR, UFR și IAWSEC
În 1918, la scurt timp după terminarea Primul Război Mondial Izabela Sadoveanu devenea membru fondator al Asociației pentru emanciparea civilă și politică a femeilor române (AECPFR) care unea mai multe asociații feministe din România Mare în jurul idealului dreptului de vot al femeilor. Prin intermediul acestei afilieri, a devenit delegata femeilor din România în cadrul mai multor congrese internaționale susținute de Alianța Internațională a Femeilor pentru Sufragiu și Drepturi Cetățenești Egale (International Alliance of Women for Suffrage and Equal Citizenship - IAWSEC). 
După ce regiunea Transilvaniei, care a aparținut anterior Austro - Ungariei, a fost unită cu România, Sadoveanu a luat contact cu scena feministă din zonă. Până la 1920, ea a fost selectată ca membră a comitetului director al Uniunii Femeilor Române din Transilvania (UFR), asistându-i Președinta Maria Baiulescu ca unul dintre cei trei vicepreședinți ai UFR pentru Muntenia  (alături de Micaela Catargi și Eugenia de Reuss Ianculescu). Ea a urmărit mai târziu originea mișcării feministe organizate a României cu cel mai vechi nucleu al UFR, creat în anii 1840 de Maria Nicolau. Interesul ei față de Transilvania a apărut și în activitatea ei de profesoară: în lunile de vară ale anului 1919, ea a fost la Cluj, instruindu-i pe localnici cu privire la utilizarea practică a metodei Montessori. Munca ei ca jurnalist s-a diversificat, iar înainte de 1924 a fost unul dintre scriitorii obișnuiți din Lamura, o revistă literară publicată de Vlahuță.
În septembrie 1925, Sadoveanu a fost invitată la cel de-al 6-lea Congres al UFR din Timișoara,  și a vorbit despre activitatea ei în cadrul ziarului Neamul român ce îi aparținea lui Iorga.[36] Conform rezumatului lui Baiulescu, scopul explicit al Congresului a fost acela de a reforma Constituția României din 1923, care recunoscuse doar dreptul universal de vot masculin, și să aducă în discuție egalitatea de gen ca un "act de justiție". Raportul a remarcat, de asemenea, o scădere a luării de poziției în sprijinul femeilor românce din Transilvania, Bucovina și alte regiuni, de la momentul în care România a înlocuit Austro-Ungaria ca putere administrativă. În aceeași perioadă, Sadoveanu s-a implicat și în Societatea scriitoarelor române a Adelei Xenopol, care se opunea unui SSR dominant și presupus sexist; a început de asemenea să contribuie la tribuna sa, Revista Scriitoarei,  alăturându-se unei echipe de scriitoare din care făceau parte și Sofia Nădejde, Miller Vergy, Constanța Hodoș, Ana Conta-Kernbach, Hortensia Papadat-Bengescu și Aida Vrioni. Sadoveanu a fost un vicepreședinte a acestei societăți și a prelua o poziție similară în Asociația Universitară, societatea academică feminină. 
La jumătatea lui 1920, a existat un conflict de idei între Sadoveanu și Alexandrina Cantacuzino, lider al Consiliului Național al Femeilor Românce (susținut de AECPFR). Această situație a apărut după vizita oficială în Italia a lui Cantacuzino, unde participase la un congres IAWSEC, și unde a avut loc inițiativa de a creat o asociație feministă regională pentru Europa Centrală și de Est, Mica Antantă a femeilor. Sadoveanu a criticat  cu vehemență proiectul, care, în opinia ei, servea doar interesele femeilor din Cehoslovacia, și a acuzat-o pe Cantacuzino de lipsă de patriotism. Istoricul Roxana Cheșchebec revede acest episod ca pe o dovadă a faptului că "soarta activismului feminin era legată în acea perioadă de promovarea interesului național". 
Sadoveanu se făcea cunoscută drept o feministă conservatoare, câștigând simpatizanți din partea autorilor masculini care considerau feminismul politic o ,,aventură,, . Potrivit spuselor lui Sadoveanu, feministele, care militau pentru dreptul la vot al femeilor trebuiau diferențiate de ,,feminine,, care căutau avantaje politice împotriva celuilalt sex. 

### Alte cauze interbelice
În preajma anului 1927, Sadoveanu era de asemenea implicată într-o discuție amplă legată de eugenism și feminism, ce se purta între paginile Buletinului Eugenic și Biopolitic (vocea eugeniștilor activi în cadrul Societății ASTRA).  Aceste articole pretindeau că principala motivație a feminismului este aceea de a oferi putere femeilor în calitate de gospodine și îngrijitoare, în loc să sau înainte de a garanta reprezentare și drepturi politice. Colaborarea sa cu Instituția Vălenii de Munte a continuat și, împreună cu Iorga și Constanța Evolceanu, a ajutat la pregătirea unei școli pregătitoare a misionarilor naționali și morali de sex feminin (1927). Ea însăși a ținut acolo prelegeri despre implementarea unei reforme educaționale.
Preocuparea Izabelei Sadoveanu față de educația timpurie a condus-o să exploreze oportunitățile oferite de radio, o nouă formă mass-media la acea vreme: a produs și a dat voce uneia dintre primele emisiuni tematice de la Radio România în 1929 Ora copiilor. Tot în 1929 a contribuit la prefața unui eseu al scriitorilor R. Catarg și I. C. Chiriacescu,  Femeia în epoca nouă a omenirii. Broșura ei cu privire la politicile educaționale din România, intitulată Educația nouă, a fost tipărită în anul următor. 
Sadoveanu și Alexandrina Cantacuzino erau împăcate până în mai 1933, când au fost ambele delegate AECPFR în Constanța, aducând tribut aripii dobrogene a miscării de emancipare a femeilor.  În anii care au urmat, Sadoveanu a scris mai pozitiv în legătură cu Alexandrina Cantacuzino, punând accent pe rolul ei în propagarea idealului feminist și participarea sa la Consiliul Internațional al Femeilor.
De-a lungul perioadei cuprinse între anii 1920 - 1930, Sadoveanu-Evan a început să scrie la cotidianele Adevărul și Dimineața (coordonat pentru scurt timp de Mihail Sadoveanu), cât și la suplimentul cultural al cotidianului Adevărul - Adevărul Literar și Artistic. A fost în primă fază editorialistă la Dimineața cu Pagina femeii și în același timp scria o serie biografică denumită Profiluri feminine la Viața românească, preluat apoi de Adevărul Literar și Artistic. În ultimul ziar menționat a fost publicat și interviul ei cu scriitoarea Sylvia Stevenson, privind situația literaturii engleze, discutând despre autori englezi de la Virginia Woolf până la John Galsworthy (o preocupare care revine în scrierile lui Sadoveanu chiar și în 1937)  Scrierile lui Sadoveanu pentru Adevărul au inclus la început o serie de eseuri despre scriitori englezi. 
Printre alte lucrări de critică literară care au fost tipărite în Adevărul Literar și Artistic este un studiu asupra lui Ibrăileanu din 1930, în care ea apară stilul de scriere al mentorului ei (spunând că pare necizelat doar pentru că a căutat să fie antiretoric). Ea afirmă de asemenea, ca bărbat tânăr, Ibrăileanu a fost îndrăgostit de sora ei Adela (potrivit acestui fapt, Adela este de fapt Estella din scrierile autobiografice ale lui Ibrăileanu, deși s-ar fi crezut fără dovezi că este vorba de istoricul  Anais Nersesïan) . Același ziar a publicat schițele sale biografice și amintirile despre doi cunoscuți personali din scena socialistă și poporanistă a fin de siècle: Anton „Tony” Bacalbașa, "Gheorghe din Moldova" Kernbach. De asemenea, a contribuit la presa provincială: în 1934, piesa ei „Cum să creăm un public de lectură” a apărut în ziarul din Ploiești - Gazeta Cărților. 

### Ultimii ani
După ce a asistat la impactul mișcărilor fasciste asupra societăților europene, Sadoveanu-Evan și-a îmbinat poziția feministă cu cea anti-fascistă. Alături de actrița Lucia Sturdza Bulandra, a activat în cadrul Frontului Feminin, o organizație al cărei președinte era Sofia Nădejde, și care era menită să apere drepturile femeii și să lupte împotriva amenințării de extremă dreaptă. Potrivit cercetătoarei Ștefania Mihalache, Frontul, care a fost înființat în 1936 și la scurt timp după a publicat un manifest, avea o părtinire marxistă, centrată pe „dreptul femeii la muncă”. Sadoveanu a făcut călătorii în străinătate și a participat, la Paris, la expoziția care marchează cei 50 de ani de la Manifestul Simbolist.
În decursul anului 1937, probabil la solicitarea lui Sadoveanu-Evan, Adevărul a început să publice o rubrică specială pe pagina a doua, intitulată Femeile între ele, care includea contribuții din partea ei și a colegelor sale din mișcarea feministă, Papadat-Bengescu (care se poate să fi inspirat titlul rubricii) și Nădejde. Li s-au alăturat mai multe scriitoare consacrate sau aspirante, printre care: Ticu Archip, Lucia Demetrius, Claudia Millian, Sanda Movilă, Profira Sadoveanu (nepoata Izabelei), Valeria Mitru (viitoarea soție a lui Mihail Sadoveanu), Coca Farago (fiica poetei Elena Farago) și Sorana Țopa (soția actriță a filosofului Mircea Eliade). Lucrările proprii ale Izabelei Sadoveanu pentru Femeile între ele includ o privire de ansamblu asupra mișcării sufragetelor. Tot în 1937, Adevărul a publicat un omagiu adus socialistului și pacifistului francez Jean Jaurès, care fusese victima naționaliștilor la scurt timp după izbucnirea Primului Război Mondial. Un an mai târziu, ea s-a retras din învățământ cu pensia de stat și și-a dedicat timpul către scrierea de editoriale pentru Adevărul Literar și Artistic, înainte ca întreaga familie de ziare Adevărul să fie interzisă de regimul autoritar al regelui Carol al II-lea. În 1939, revista de stânga din Transilvania Societatea de Mâine a publicat scurta sa istorie ca membră a organizațiilor feministe românești.

## Moștenire
Potrivit lui George Călinescu, Izabela Sadoveanu era un prototip al „femeii cerebrale” în ziarele locale. Este menționată, ca Sidonia Alexe, în În preajma revoluției, un roman din anii ’30 și un memorial ascuns al lui Constantin Stere, fost membru al cercului Viața Românească (Mihail Sadoveanu este și el un personaj al cărții, ascuns sub numele Nicolae Pădureanu).
O monografie omonimă despre Izabela Sadoveanu-Evanu a fost publicată de către Editura Didactică și Pedagogică, în 1970. Propria sa lucrare de memorii, Sufletul altor generații, a fost inclusă într-o antologie de către Editura Eminescu în 1980, acoperind în principal textele autobiografice ale folcloristei Aristița Avramescu. Douăzeci de ani mai târziu, critica Margareta Feraru i-a revizuit întreaga operă, republicând două volume din eseurile ei de revistă, sub numele de Cărți și idei. Comentând această ediție critică, Cornelia Ștefănescu a remarcat „spiritul critic îndrăzneț al lui Sadoveanu, virtuțile și meritele sale de neclintit de cercetător, mobilitatea gândirii sale în sferele ideologiei, literaturii, artei și educației”. În 2007, Paul Cernat scria că Sadoveanu a fost „în mod nedrept ignorată în zilele noastre”. Izabela Sadoveanu a murit la 6 august 1941, la vârsta de 71 de ani, și odată cu moartea ei, România a pierdut o importantă scriitoare, critic literar, jurnalistă, poetă, educatoare și activistă feministă. 

## Opere
- „Impresii literare”, București, 1908

- „Educația estetică și artistică din ultimele două decenii”, București, 1911
- „Material didactic Montessori (cu 14 ilustrațiuni)”, București, 1916
- „Metoda Montessori”, București, 1916;
- „Educația nouă. Îndrumări pentru părinți și educatori”, București, 1929
- „Teatrul pentru copii și tineret”, București, 1931
- „Psihologia copilului”, în colab. cu C. A. Angelescu, București, 1933
- „Să ne cunoaștem neamul și țara”, în colab. cu Mihail Sadoveanu și Ion Simionescu, București, 1933
- „Amintiri”, în colab. cu I. Teodorescu, ed. îngrijită de Aristița Avramescu, cuvânt înainte și note de T. Avramescu.[29]

## Traduceri
- Grazia Deledda, „Valurile vieții”, București, 1909
- Giovanni Verga, „Tire de tigroaică”, București, 1923.[29]